# Douggie McMeekin
Douggie McMeekin ist ein Schauspieler.

## Leben
McMeekin studierte zunächst Physik an der University of Nottingham, wo er seine Leidenschaft für das Theater entdeckte und in ersten Inszenierungen am Nottingham New Theatre auftrat. Nach einem Auftritt beim National Student Drama Festival überzeugte ihn Hannah Miller, Casting Director der Royal Shakespeare Company (RSC), von einem Schauspielstudium. McMeekin begann dann eine Schauspielausbildung an der London Academy of Music and Dramatic Art, das er 2014 abschloss.
2015 gab McMeekin sein professionelles Debüt als Curly in der RSC-Inszenierung von Wendy and Peter Pan. 2017 war er für seine Leistung als Snug in A Midsummer Night’s Dream für den Theaterpreis Ian Charleson Award nominiert.
Seit Mitte der 2010er Jahre übernahm er auch erste Rollen in Film- und Fernsehproduktionen. Von 2017 bis 2019 spielte McMeekin in der Fernsehserie Harlots – Haus der Huren die Rolle des Charles Quigley. 2019 trat er in der Filmkomödie Glam Girls – Hinreißend verdorben als Jason auf. In der Miniserie Chernobyl war er im gleichen Jahr in der Rolle des Alexander Juwtschenko zu sehen.

## Filmografie (Auswahl)
- 2014: Pushaway (Kurzfilm)
- 2015: A Gert Lush Christmas (Fernsehfilm)
- 2016: The Call Up – An den Grenzen der Wirklichkeit (The Call Up)
- 2017–2019: Harlots – Haus der Huren (Harlots, Fernsehserie, 17 Episoden)
- 2017: The Crown (Fernsehserie, 1 Episode)
- 2019: Inspector Barnaby (Midsomer Murders) Fernsehserie, Staffel 20, Folge 4: Die Löwen sind los (The Lions Of Causton)
- 2019: Verräter (Traitors, Fernsehserie, 1 Episode)
- 2019: Glam Girls – Hinreißend verdorben (The Hustle)
- 2019: Chernobyl (Fernsehserie, 2 Episoden)
- 2020: Pelicans (Kurzfilm)
- 2020–2021: The Beast Must Die (Fernsehserie, 5 Episoden)
- 2021: Ragdoll (Fernsehserie, 2 Episoden)
- 2022: Catherine Called Birdy
- 2024: The Decameron (Fernsehserie, 8 Episoden)
- 2024: Joy

## Theatrografie (Auswahl)
- 2015–2016: Wendy and Peter Pan (The Royal Shakespeare Theatre, Stratford-Upon-Avon)
- 2017: A Midsummer Night’s Dream (Young Vic, London)
- 2018: The Night Before Christmas (Southwark Playhouse, London)
- 2019: Dirty Crusty (The Yard Theatre, London)